# Muhammad Naji al-Otari
Muhammad Naji al-Otari (Árabe: محمد ناجي عطري Muḥammad Nājī al-`Uṭrī también Etri, Itri u Otri) (1944) es un político sirio que ocupó el cargo de primer ministro de Siria desde el 10 de septiembre de 2003 hasta el 14 de abril de 2011.
Sustituyó a Mohammed Mustafa Mero, cuyo gobierno había sido criticado por la lentitud de sus reformas. Naji al-Otari es visto por los analistas como una postura intermedia entre las posiciones inmovilistas y los tecnócratas reformadores. Antes de ocupar el puesto de primer ministro, fue presidente del Consejo Popular de Siria. Su nuevo gobierno se formó el 18 de septiembre y del anterior gabinete solo permanecieron el ministro de Relaciones Exteriores y Defensa.

## Primeros años de vida y educación
Nacido en Alepo en 1944, Otari estudió arquitectura y tiene un diploma en planificación urbana de Holanda. Habla con fluidez francés e Inglés.

## Carrera
Otari encabezó el consejo de la ciudad en Aleppo de 1983 a 1987 y es un exgobernador de Homs. Fue presidente del sindicato de ingenieros de Alepo desde 1989 hasta 1993. Es un miembro de larga data del partido gobernante Partido Baath Árabe Socialista – Región Siria. En marzo de 2000, se convirtió en miembro del Comité Central del Partido Baaz y en junio de 2000 del influyente Comando Regional del partido. En marzo de 2000, también fue nombrado vice primer ministro para asuntos de servicios y se desempeñó en este cargo hasta 2003. Fue elegido presidente del parlamento sirio, o Consejo Popular, en marzo de 2003.

## Primer ministro
Fue nombrado primer ministro el 10 de septiembre de 2003. Se ha dicho que su nominación combina las "tendencias tecnocráticas y baazistas" en la política siria. El 29 de marzo de 2011, todo el gabinete dimitió de protesta contra el régimen. El 3 de abril de 2011, el presidente Bashar al-Ásad nombró a Adel Safar para suceder a Otari.